# ジェフ・デューク
ジェフ・デューク（Geoffrey "Geoff" Ernest Duke OBE、1923年3月29日 - 2015年5月1日）は、イギリスの元オートバイレーサー。ランカシャー（現在のマージーサイド）のセント・ヘレンズ出身。6回のロードレース世界選手権チャンピオンと5回のマン島TTレース勝利を記録した、1950年代のモーターサイクルレースを代表するライダーであり、第二次大戦後最初のロードレース界のスーパースターである。単に「ザ・デューク」とも呼ばれる。

## 経歴
デュークが最初にモータースポーツの世界で名を知られるようになったのはトライアルライダーとしてだった。自分で購入したトライアルバイクで頭角を現したデュークはすぐにBSAと契約し、後にはノートンから声を掛けられた。
この頃すでにロードレースに関心を持っていたデュークは、1948年のマンクスGPにノートンから借りたファクトリーマシンで出場し、結果はリタイヤとなったものの一時は3位につける走りで注目を浴びた。そして1949年、プライベーターとしてノートンのマシンを駆ってマン島TTレース・クラブマンクラスで優勝、同じ年のマンクスGPシニアクラスでも優勝を飾り、ノートンファクトリーからオファーを受ける。
こうしてノートンと契約したデュークは1950年、マン島ではジュニアクラスで2位、シニアクラスではラップタイムとレースタイムの両方でそれまでの記録を破って優勝を飾った。世界選手権シリーズではわずか1ポイント差で500ccクラスタイトルを逃したが、翌1951年にはマン島の優勝に加えて選手権シリーズにおいても350ccクラスと500ccでダブルタイトルを獲得する活躍でノートンの期待に応えた。1951年にはスポーツマン・オブ・ザ・イヤーと王立自動車クラブ（RAC）のシーグレーヴ・トロフィーを受賞、1953年には大英帝国勲章（OBE）を受賞している。
ノートンのファクトリーライダーとして3シーズンで3個のタイトルを獲得したデュークは、1952年のシーズン終了後、翌年はイタリアのメーカーであるジレラに移籍することを発表した。すでにイギリスの国民的英雄となっていたデュークの他国メーカーへの移籍は波紋を呼び、デュークは納得のいく理由を求められる事態になったが、この移籍の真相については明確な記録は残っていない。ジレラに移籍してからの強さは圧倒的となり、1955年まで3年連続500ccクラスチャンピオンを獲得した。
1955年のマン島では、デュークは初めて平均速度100mph（約160km/h）を超えたとされたが、これは後に99.97mphであったと訂正された。この後、デュークが怪我のために出場できなかった1957年に、ジレラに乗るボブ・マッキンタイヤが公式に100mphを記録している。
1956年、デュークは小排気量クラスのライダーたちが起こしたスターティングマネーを増額するように求める運動を支援した結果、FIMから6ヶ月の出場停止処分を受けてしまう。これによってデュークの4年連続チャンピオンの望みは絶たれてしまった。これ以後、デュークは怪我に泣かされたり、またジレラのグランプリ撤退によりプライベーターとしての参戦を余儀なくされたこともあり、チャンピオンに返り咲くことなく1959年シーズンを最後にグランプリから引退した。
引退後はマン島に移り住んでホテル経営などの事業家に転身した。2002年にはMotoGP殿堂入りを果たした。

## エピソード
- 空気抵抗を考慮して体にフィットしたワンピースの革ツナギを初めて着用したライダーであった。[1]
- マン島ではTTレースで数々の記録を残したライダーとして非常に尊敬されており、マウンテンコースの Brandywell と Windy Corner の間の32マイル標識付近の3つの急カーブはデュークにちなんで Duke's Bends と名付けられている。[3]
- 引退後の1960年、八重洲出版（当時は実質的にMCFAJと一体）の招きに応じて来日し、清原飛行場跡（現宇都宮清原工業団地）の仮設コース（MCFAJ主催の第３回全日本クラブマンレースのコース）や、朝霧高原の全日本モトクロス（MCFAJ主催）の会場でデモ走行を行った。さらにホンダ、スズキ、ヤマハといったメーカー各社を訪問して話し合いを行い、モータースポーツ黎明期の日本のメーカーや関係者に様々な助言を与えた。[4]
- 息子のピーターはモータースポーツ専門のビデオ出版社であるデューク・ビデオ社を設立して成功を収めている。

## ロードレース世界選手権での戦績
- 凡例
- イタリック体のレースはファステストラップを記録。

| 年   | クラス | マシン   | 1       | 2       | 3       | 4     | 5       | 6     | 7     | 8     | 9     | ポイント | 順位 | 勝利数 |
| ---- | ------ | -------- | ------- | ------- | ------- | ----- | ------- | ----- | ----- | ----- | ----- | -------- | ---- | ------ |
| 1950 | 350cc  | ノートン | IOM 2   | BEL 3   | NED 2   | SUI 3 | ULS -   | ITA 1 |       |       |       | 24 (28)  | 2位  | 1      |
| 1950 | 500cc  | ノートン | IOM 1   | BEL DNF | NED -   | SUI 4 | ULS 1   | ITA 1 |       |       |       | 27       | 2位  | 3      |
| 1951 | 350cc  | ノートン | SPA -   | SUI -   | IOM 1   | BEL 1 | NED -   | FRA 1 | ULS 1 | ITA 1 |       | 32 (40)  | 1位  | 5      |
| 1951 | 500cc  | ノートン | SPA -   | SUI -   | IOM 1   | BEL 1 | NED 1   | FRA 5 | ULS 1 | ITA 4 |       | 35 (37)  | 1位  | 4      |
| 1952 | 350cc  | ノートン | SUI 1   | IOM 1   | NED 1   | BEL 1 | GER -   | ULS - | ITA - |       |       | 32       | 1位  | 4      |
| 1952 | 500cc  | ノートン | SUI -   | IOM DNF | NED 2   | BEL 2 | GER -   | ULS - | ITA - | SPA - |       | 12       | 7位  | 0      |
| 1953 | 500cc  | ジレラ   | IOM DNF | NED 1   | BEL DNF | GER - | FRA 1   | ULS 2 | SUI 1 | ITA 1 | SPA - | 38       | 1位  | 4      |
| 1954 | 500cc  | ジレラ   | FRA -   | IOM 2   | ULS -   | BEL 1 | NED 1   | GER 1 | SUI 1 | ITA 1 | SPA - | 40 (46)  | 1位  | 5      |
| 1955 | 500cc  | ジレラ   | SPA DNF | FRA 1   | IOM 1   | GER 1 | BEL DNF | NED 1 | ULS - | ITA 3 |       | 36       | 1位  | 4      |
| 1956 | 500cc  | ジレラ   | IOM -   | NED -   | BEL DNF | GER - | ULS DNF | ITA 1 |       |       |       | 8        | 7位  | 1      |
| 1957 | 500cc  | ジレラ   | GER -   | IOM -   | NED -   | BEL - | ULS 3   | ITA 2 |       |       |       | 10       | 4位  | 0      |
| 1958 | 350cc  | ノートン | IOM DNF | NED -   | BEL 5   | GER - | SWE 1   | ULS 4 | ITA 3 |       |       | 17       | 3位  | 1      |
| 1958 | 500cc  | ノートン | IOM DNF | NED -   | BEL 4   | GER - | SWE 1   | ULS 5 | ITA 7 |       |       | 13       | 3位  | 1      |
| 1959 | 250cc  | ベネリ   |         | IOM -   | GER 6   | NED - | BEL -   | SWE 3 | ULS - | ITA - |       | 5        | 10位 | 0      |
| 1959 | 350cc  | ノートン | FRA -   | IOM 4   | GER 4   |       |         | SWE - | ULS 3 | ITA - |       | 10       | 5位  | 0      |
| 1959 | 500cc  | ノートン | FRA -   | IOM -   | GER 7   | NED - | BEL 3   |       | ULS 3 | ITA 3 |       | 12       | 4位  | 0      |